# Vanceburg
Vanceburg – miasto w Stanach Zjednoczonych, w stanie Kentucky, siedziba administracyjna hrabstwa Lewis.